# ضرم (رصد)
ضرم هي إحدى قرى عزلة القارة بمديرية رصد التابعة لمحافظة أبين، بلغ تعداد سكانها 59 نسمة حسب تعداد اليمن لعام 2004.